# Гуган-дзи
Гуган-дзи (яп. 弘願寺, ぐがんじ, «монастырь Великого завета») — буддийский монастырь школы Дзёдо-синсю на острове Симо-Камагари, в городе Куре префектуры Хиросима, Япония. Расположен в местности Санносэ на восточном побережье острова.

## История
Гуган-дзи был основан в 1525 году дзэн-буддийским монахом Дзёдзё (яп. 常浄, じょうじょう) на западе посёлка Санносэ острова Симо-Камагари, недалеко от островной горы. Изначально обитель была дочерним храмом монастыря Комёдзи, расположенного на территории села Мукаи соседнего острова Ками-Камагари.
На протяжении периода Эдо (1603—1867) в Гуган-дзи постоянно проживали монахи-переводчики. Их обязанностью было обслуживание корейских посольств, которые останавливались в Симо-Камагари по дороге в Эдо.
В начале XVIII века Гуган-дзи сменил конфессиальную принадлежность с дзэн-буддизма на амидаизм школы Дзёдо-синсю.
Гуган-дзи был родным домом для Нагано Сигэо (1900—1984), директора Японской сталелитейной корпорации, и Нагао Мамору (1890—1970), депутата Палат представителей и советников японского парламента.